# Massingy-lès-Vitteaux
Massingy-lès-Vitteaux ist eine französische Gemeinde mit 92 Einwohnern (Stand 1. Januar 2022) im Département Côte-d’Or in der Region Bourgogne-Franche-Comté. Sie gehört zum Arrondissement Montbard und zum Kanton Semur-en-Auxois.
Nachbargemeinden sind Villeberny im Norden, Villy-en-Auxois im Osten, Saffres im Süden und Vitteaux im Westen.

## Bevölkerungsentwicklung
| Jahr                       | 1962 | 1968 | 1975 | 1982 | 1990 | 1999 | 2008 | 2015 |
| -------------------------- | ---- | ---- | ---- | ---- | ---- | ---- | ---- | ---- |
| Einwohner                  | 119  | 131  | 99   | 113  | 112  | 101  | 87   | 95   |
| Quellen: Cassini und INSEE |      |      |      |      |      |      |      |      |

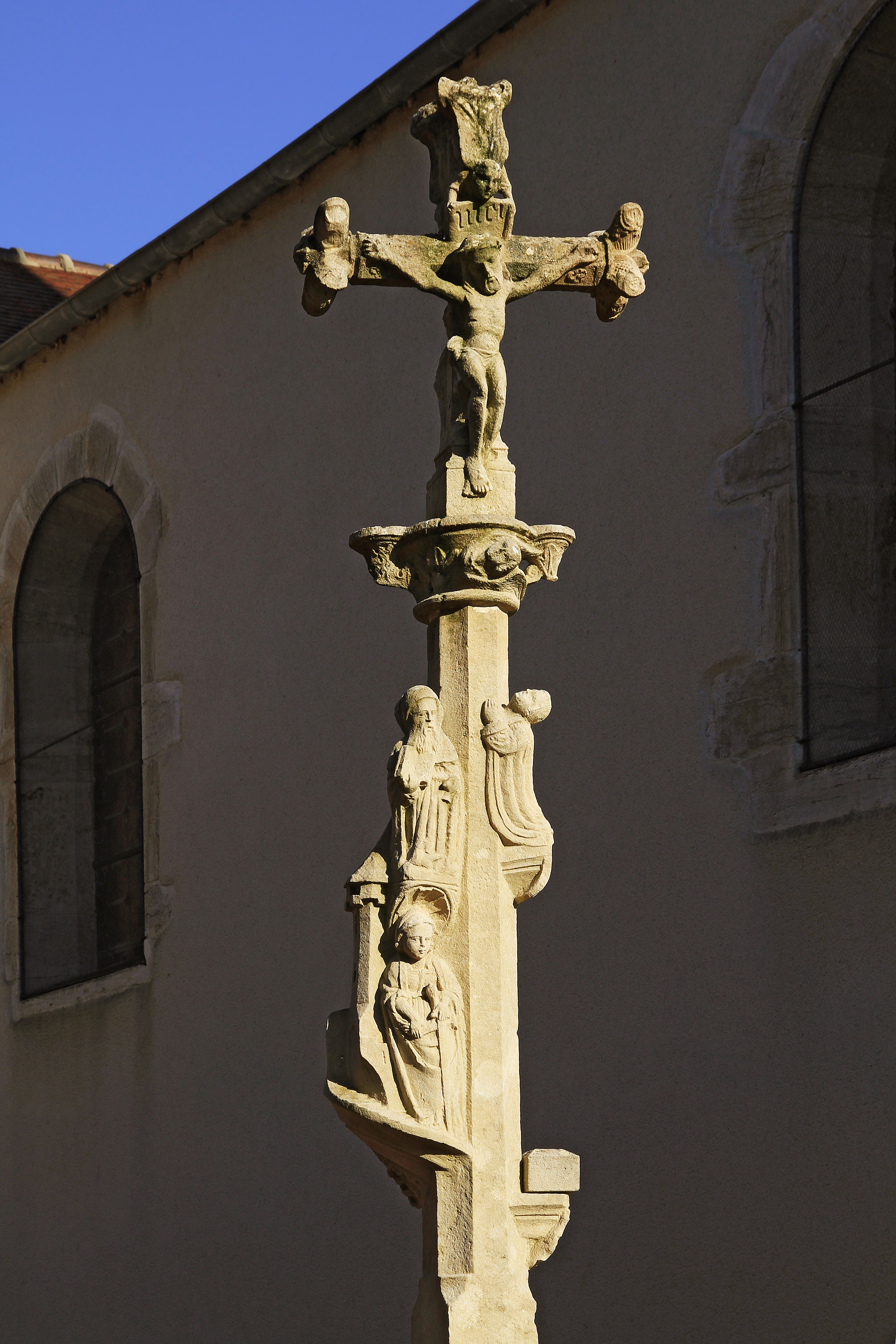
Friedhofskreuz, Monument historique seit 1925
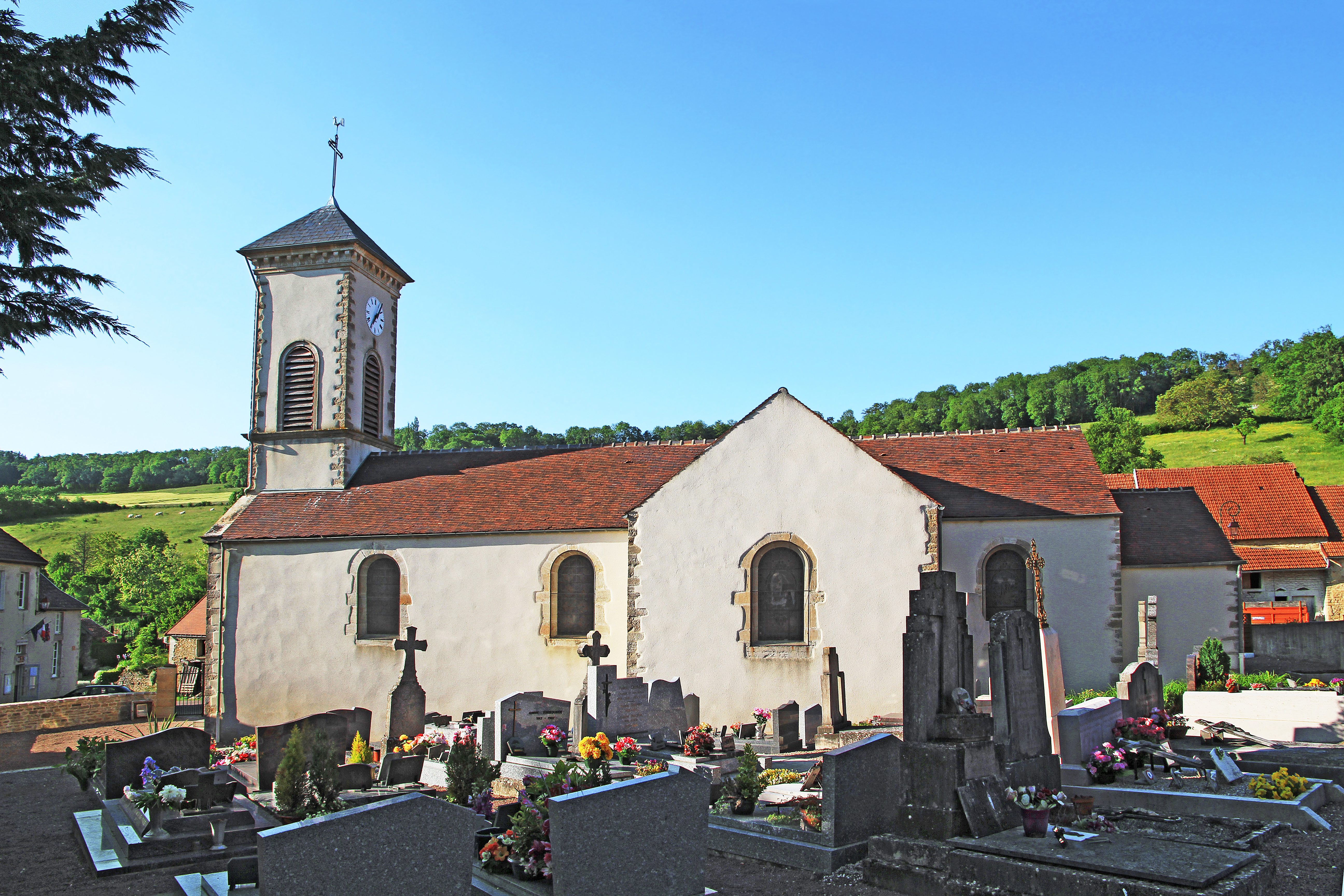
Kirche Saint-Cyr-et-Sainte-Julitte
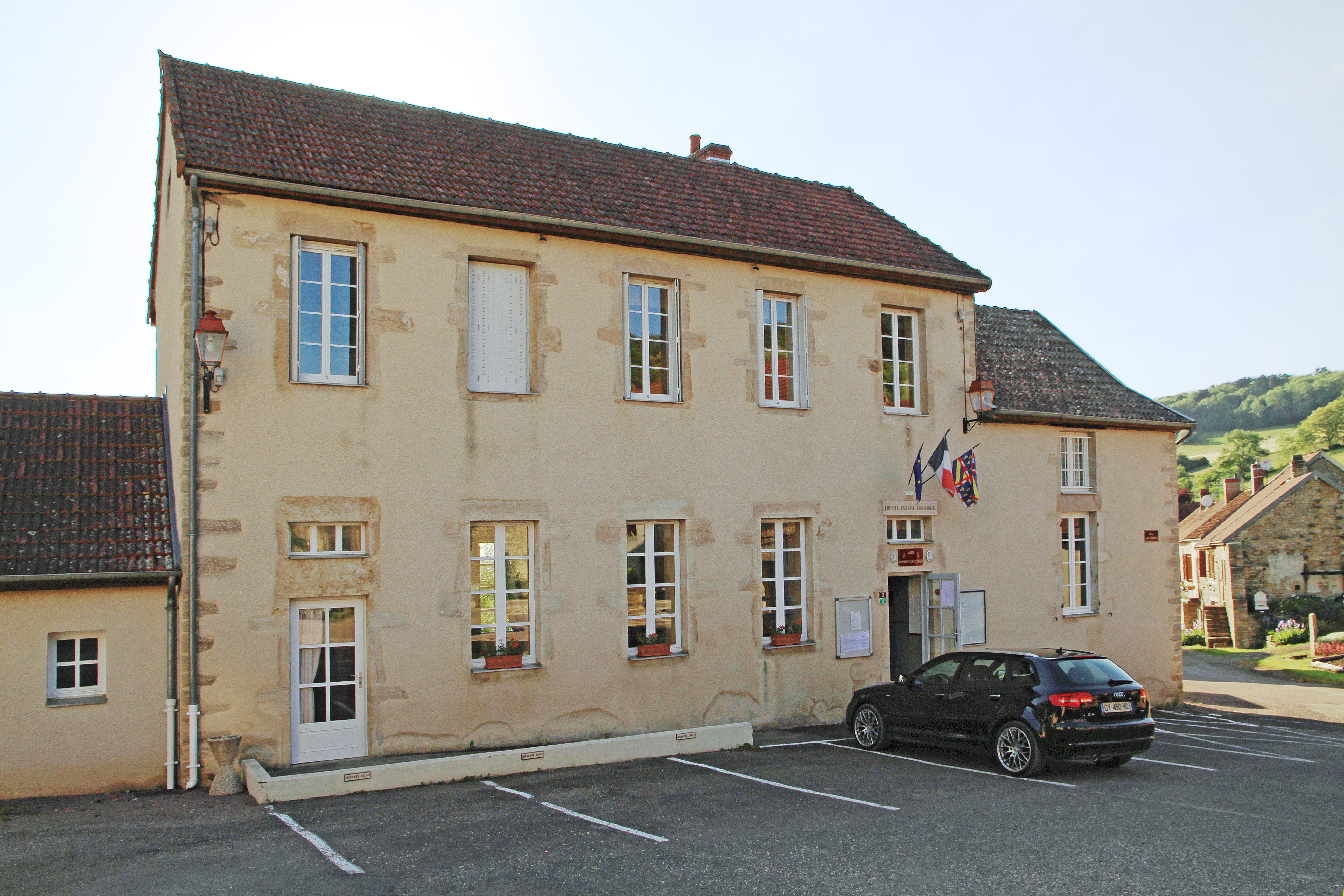
Mairie von Massingy-lès-Vitteaux
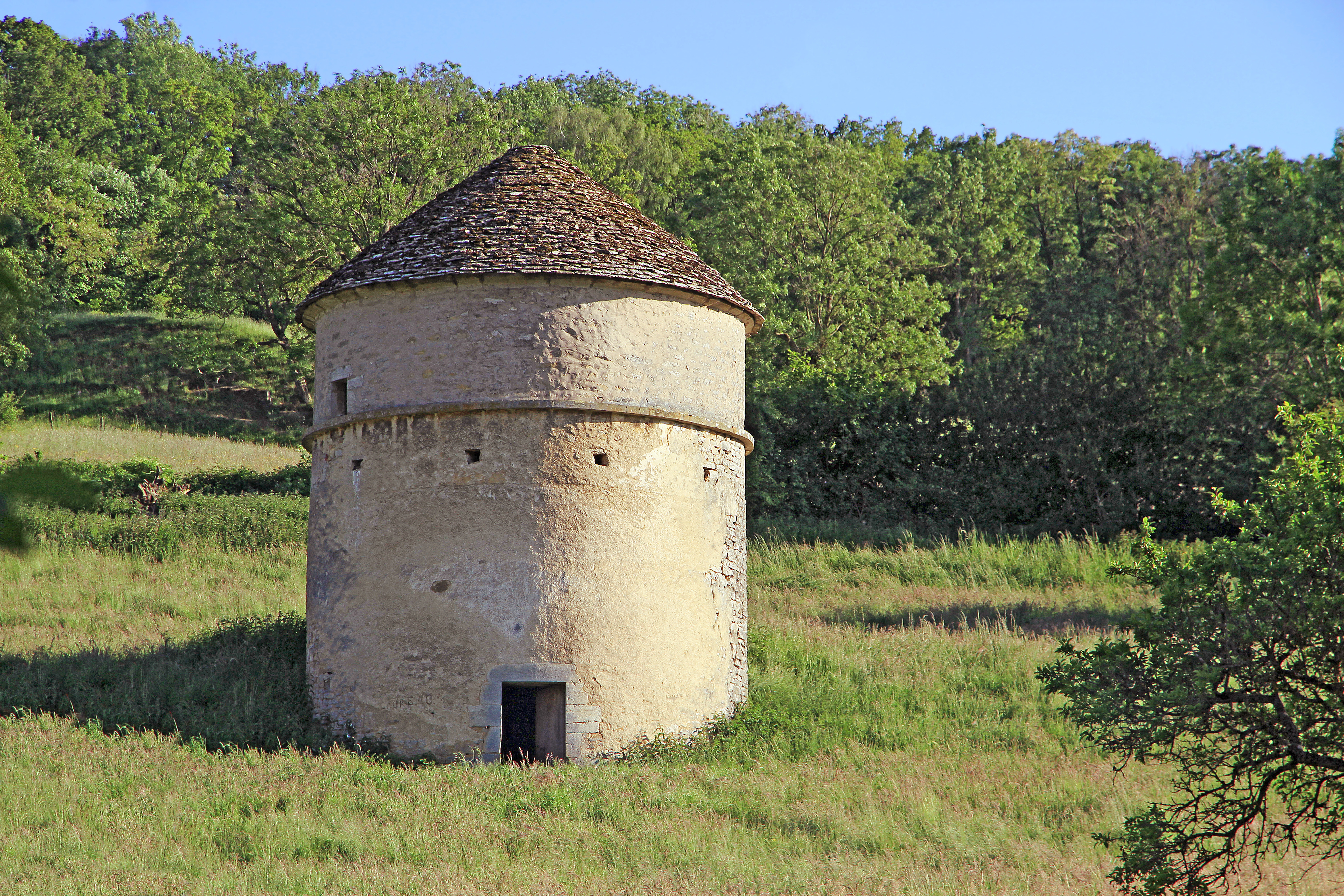
Taubenturm